# Uesslingen-Buch
Uesslingen-Buch – miejscowość i gmina (Politische Gemeinde) w północno-wschodniej Szwajcarii, w kantonie Turgowia, w okręgu (Bezirk) Frauenfeld. Leży nad rzeką Thur oraz brzegiem jeziora Hüttwilersee.

## Geografia
Na terenie gminy leży jezioro Hasensee. 

## Demografia
W Uesslingen-Buch mieszka 1 110 osób. W 2021 roku 9,8% populacji gminy stanowiły osoby urodzone poza Szwajcarią. 

## Transport
Przez teren gminy przebiega droga główna nr 14.